# Kloster St. Clara (Bickenkloster)

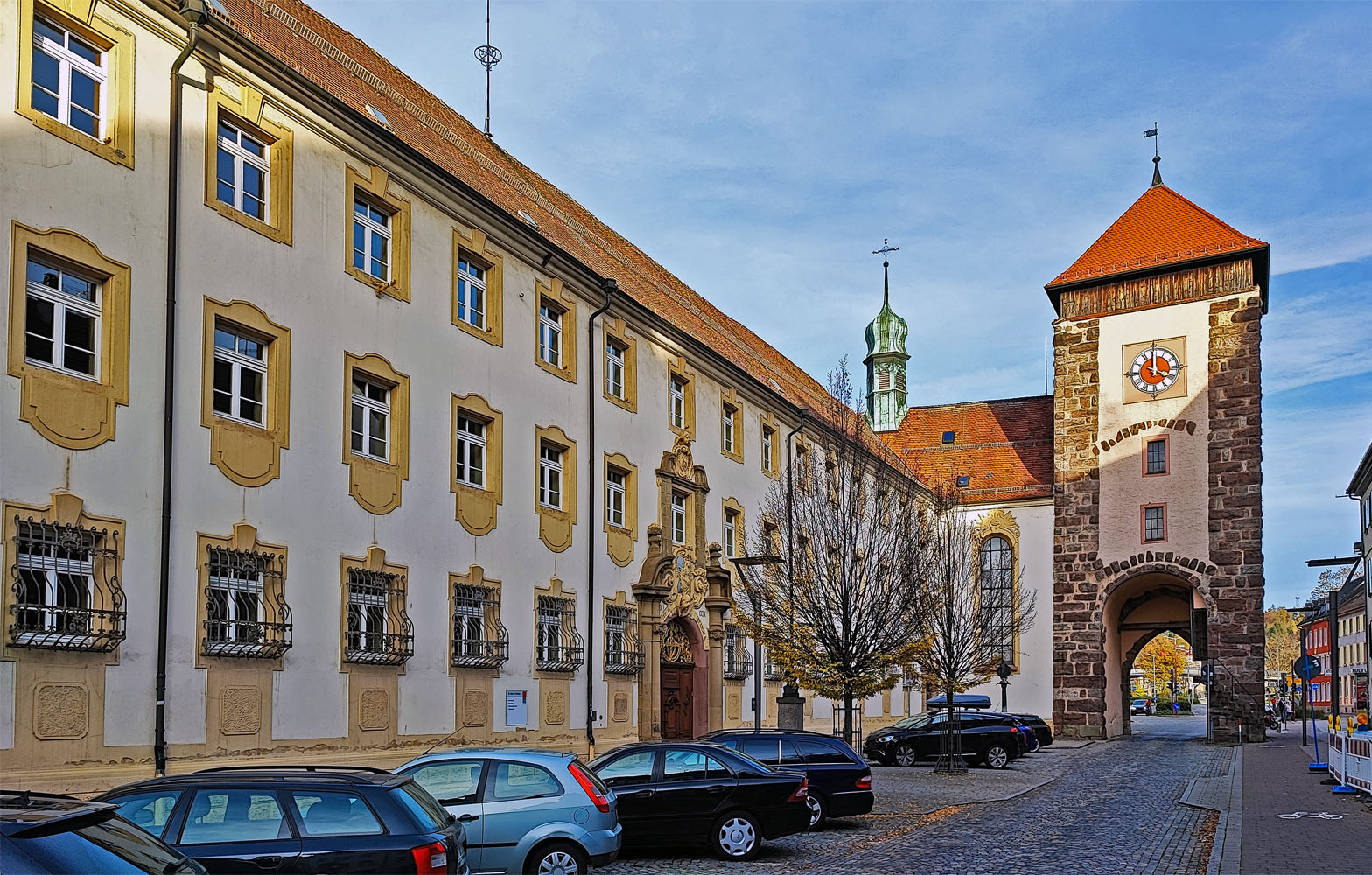
Das Bickenkloster (Kloster St. Clara) mit dem Bickentor

Das Kloster St. Clara in Villingen existierte von den 1230er Jahren bis zum 1. August 2015, zuletzt als Ursulinenkloster St. Ursula am Bickentor. Das ehemalige Klarissenkloster war das älteste und bislang letzte der ehemals sieben Villinger Klöster.

## Lage
Das sogenannte Bickenkloster liegt beim Villinger Bickentor am östlichsten Punkt der Stadtmauer. Seine Nachbarn waren das ehemalige Augustinerinnen- und spätere Dominikanerinnenkloster,  die sogenannte Vetternsammlung in der Stadt Villingen.

## Geschichte

### Anfänge bis 14. Jahrhundert
Das Kloster wurde in den 1230er Jahren nach den Regeln der Zisterzienserinnen gegründet und von Papst Gregor IX. bestätigt. Ursprünglich stand das Kloster außerhalb der Stadt, an der Stelle der späteren Bickenkapelle. Dort befindet sich heute ein Steinkreuz zur Erinnerung an die Bickenkapelle. Nach 1255 siedelte der Konvent in die Stadt und nahm die Regeln des heiligen Franziskus unter dem Namen "Seelenschwesternsammlung beim Bickentor" an.
1278 wird das Kloster als Sammlung, bzw.Vetternsammlung erwähnt.  Die Nonnen hatten Aufnahme im Hause des Patriziers Vetter in der Stadt gefunden. Die "Vetternsammlung war ursprünglich in der Kapelle St. Nikolaus in der Altstadt. Die Grundmauern dieser Kapelle stecken noch im Boden westlich des Hauses Marbacherstraße 25.
Bischof Heinrich von Konstanz stellte den Konvent am 28. Mai 1294 unter die Aufsicht der Prediger in Rottweil.

### Aufschwung unter Ursula Haider im 15. Jahrhundert

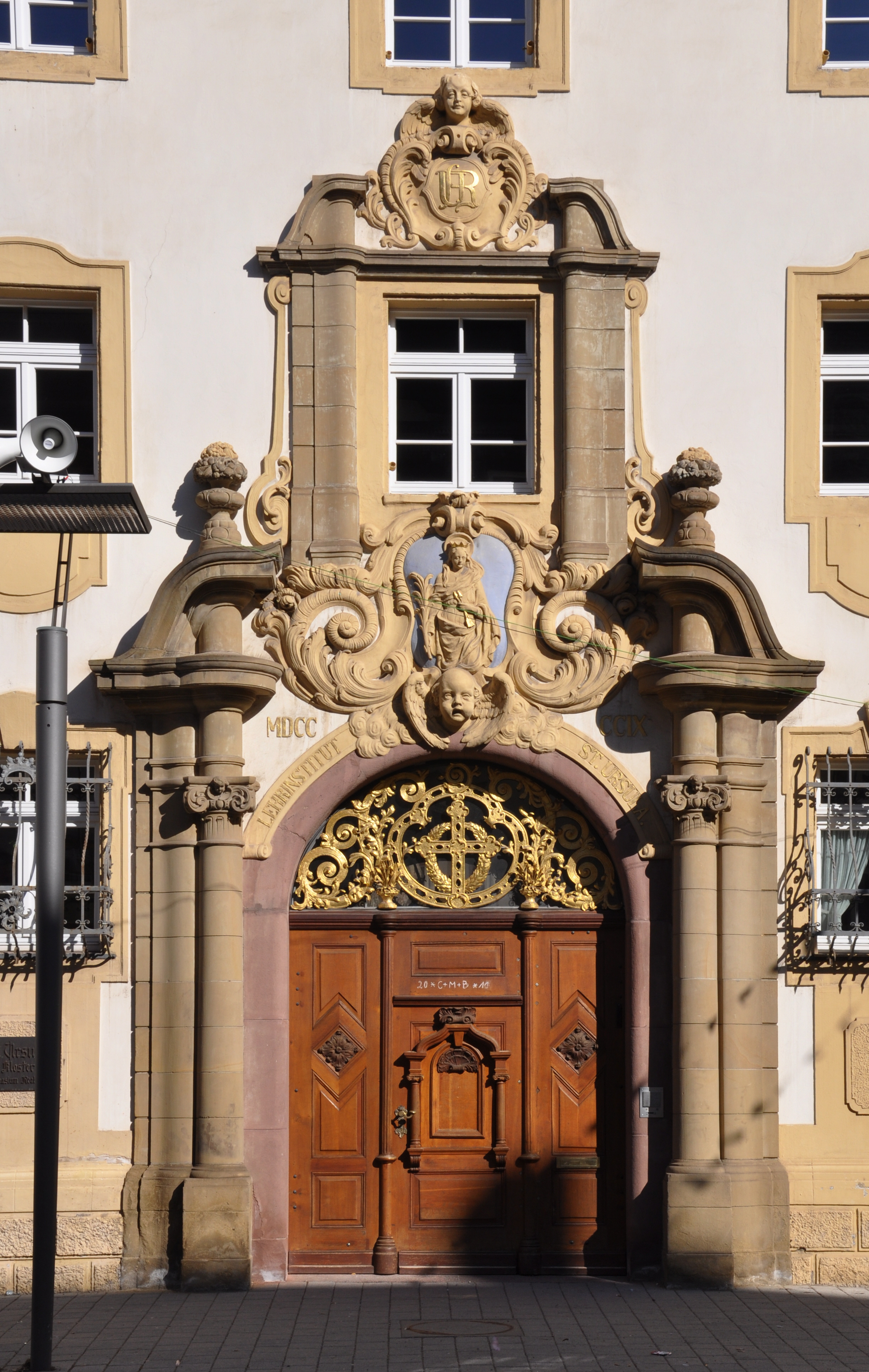
St. Ursula Schulen

Bis 1480 war das Bickenkloster ein offenes Kloster. Bereits Mitte des 15. Jahrhunderts kam seitens der Stadt Villingen und der bischöflichen Kurie in Konstanz der Wunsch auf, es zu einem geschlossenen Kloster zu machen. Auf energisches Betreiben des Provinzials der Prediger vom Oberrhein, Heinrich Karer, wurde mit der 1480 neu eingesetzten Äbtissin Ursula Haider, das Kloster reformiert und geschlossen. Die aus dem Kloster Valduna kommende Ursula Haider führte 1480 eine strengere Ordensregel nach den Klarissen ein. Dies führte zu einem Aufblühen des Klosters. Angehörige der reichsten Patrizierfamilien, wie die Muntprat und Mötteli aus Ravensburg, machten dem Kloster Schenkungen oder die Töchter traten ins Kloster ein. Die heute im Franziskanermuseum ausgestellten Bildteppiche, wie der Muntpratteppich oder der Dreikönigsteppich, zeugen noch davon. Unter Haider entwickelte sich das Bickenkloster zu einem Zentrum mystischer Spiritualität und Poesie, die von den Schriften des Heinrich Suso und Johannes Tauler geprägt war.

### Dreißigjähriger Krieg und Aufhebung 1782
Bei den mehrmaligen Belagerungen der Stadt Villingen während des Dreißigjährigen Kriegs war das Bickenkloster stets den ersten Angriffen und verheerendsten Geschossen ausgesetzt. Die Klosterkirche wurde schwer beschädigt. 1782 verfügte Kaiser Josef die Aufhebung aller "beschaulichen Klöster" in den österreichischen Erblanden, zu denen bis 1806 auch das vorderösterreichische Villingen gehörte. Am 8. Februar 1782 wurde das Bickenkloster, das 30 Jahre dem Zisterzienserorden angehört hatte und 212 Jahre ein offenes und 303 Jahre ein geschlossenes Klarissenkloster gewesen war, durch den kaiserlichen Kommissär Marquardt von Gleichenstein aufgehoben. Am 11. Februar ließ von Gleichenstein "viele gute Bücher und Schriften des Klosters im Ofen verbrennen". Letzte Äbtissin war Maria Karolina Wittum.

### Kloster und Lehranstalt St. Ursula
Am 18. Oktober 1782 konstituierten sich die Nonnen mit den Regeln der heiligen Ursula (Ursulinen) als eine Lehr- und Bildungsanstalt für Mädchen zu einem klösterlichen Leben.

## Juliana Ernstins Chronik des Bickenklosters
Die Äbtissin Juliana Ernstin verfasste eine Chronik des Klosters von 1238 bis 1614. Diese wurde von Karl Jordan Glatz im Jahr 1881 herausgegeben. Juliana Ernstin trat 15-jährig am 28. Juli 1603 (St. Pantaleionstag) in das Bickenkloster ein, wurde 1637 Priorin und starb als Äbtissin nach dem Jahr 1641. Sie verfasste auch das Villinger „Denkbüchlein von allerlei Sachen vom Jahr 1594 bis 1622“ und einen Bericht über die Belagerung Villingens von 1631 bis 1633. Sie schildert darin die Zeit des Dreißigjährigen Krieges, in der das Kloster, das direkt an der Stadtmauer lag, dem feindlichen Beschuss ausgeliefert war. Die Quellen welche Ernstin benutzt scheinen zuverlässig zu sein, waren sie doch 1881 nach Karl Jordan Glatz noch größtenteils im Klosterarchiv aufbewahrt. Es fehlten dort nur die eigenhändigen Aufzeichnungen Ursula Haiders von der Ernstin schreibt, dass sie nicht alles aus „diesem Büchlein“ übernommen habe, „weil es ihrem Verstande zu hoch gewesen“ sei. Glatz vermutet, dass Haiders Aufzeichnungen zu den 1782 für den Ofenbrand bestimmten Schriften, gehörten.

## Schließung
Das Kloster wurde zum 1. August 2015 geschlossen. Der gesamte städtebaulich prägende Klosterkomplex ging nach einer testamentarischen Verfügung des Ursulinenkonvents in den Besitz der Erzdiözese Freiburg über. Die frei gewordenen Klosterräume werden nun von den St.-Ursula-Schulen, die bereits zuvor den größten Teil des Areals für Schulzwecke belegten, genutzt. Zuletzt hielten nur noch zwei Schwestern, Superiorin Schwester Roswitha Wecker als 80-Jährige und Schwester Siegrun Schachtner (75 Jahre) sowie der Ordensgeistliche Pater Hermann Fuchs, das Klosterleben am Bickentor aufrecht. 2014 war die langjährige Superiorin Schwester Eva Maria Lapp gestorben.